# 常光寺 (江東区)
常光寺（じょうこうじ）は、東京都江東区にある曹洞宗の寺院。

## 概要
737年（天平9年）、行基によって開山されたといわれている。
行基作とされる阿弥陀如来像を本尊としている。1544年（天文13年）に曹洞宗に転宗した。

## 史跡
- 六阿弥陀
- 宝篋印塔3基
- 石灯籠
- 石水盤
- 庚申塔

## 文化財
- 石造燈籠　寛文13年在銘
  - 江東区登録有形有形文化財（建造物）[6]
- 木造阿弥陀如来坐像
  - 江東区登録有形有形文化財（彫刻）[7]
- 木造釈迦如来坐像
  - 江東区登録有形有形文化財（彫刻）[7]

## 交通アクセス
- 亀戸駅より徒歩11分。